# 雄龙西乡
雄龙西乡，是中华人民共和国四川省甘孜藏族自治州新龙县下辖的一个乡镇级行政单位。

## 行政区划
雄龙西乡下辖以下地区：
堤坝村、古鲁村、哈米村、温布都村、康柯村、腰古村、布勒村、卡鲁村和瓦日村。